# Гражданская война в Сьерра-Леоне
Гражданская война в Сьерра-Леоне — вооружённый конфликт в Сьерра-Леоне между силами центрального правительства и Объединённого революционного фронта. Война продолжалась 11 лет (1991—2002 годы), в течение которых не раз менялось правительство страны, в неё вводились военные контингенты других государств, появлялись новые повстанческие группировки. По итогам мирного договора главой страны стал ставленник центра Ахмад Кабба; не сумевшие захватить столицу мятежники получили 4 министерских кресла и амнистию.

## История
В марте 1991 года около сотни бойцов ОРФ под руководством бывшего капрала (военного фотографа) Фодея Санко вступили в Сьерра-Леоне из Либерии. Они объявили борьбу за демократию и настоящее освобождение Африки. Завербовав на месте сьерралеонцев из народа темне, ОРФ захватил контроль над двумя из двенадцати районов страны, юго-восточными Кайлахуном и Пужехуном, и вторгся в другие регионы. Со временем первичный контингент ОРФ в основном погиб, и новые члены занялись не политическими лозунгами, а грабежами и немотивированными убийствами. Повстанцы поддерживались и снабжались войсками Чарльза Тэйлора, боровшимися за власть в Либерии. Президент Сьерра-Леоне Джозеф Момо увеличил правительственные войска вдвое, однако не озаботился оплатой их службы. В апреле 1992 года Момо был свергнут армейским капитаном Валентином Страссером. В ходе переворота погибло около ста человек, бывший президент бежал в Конакри.
Страссер обещал быстро закончить конфликт. Он объявил односторонние прекращение огня и амнистию, обещал новые выборы в 1995 году. В начале 1993 года боевые действия успокоились, повстанцы были отброшены обратно в Кайлахун и Пужехун. В следующем году мятежники перешли в наступление, конфликт распространился на половину районов страны. Нигерийцы прислали в подмогу Фритауну 800 военных в рамках ECOMOG; правительство мобилизовало ополчение, «камайоры», из представителей народа менде. Однако повстанцы продолжали наступать и сумели захватить рудники редких металлов. Действия правительственных войск не были эффективными, и в 1995 году Страссер пригласил южноафриканских наёмников из частной военной компании Executive Outcomes. Он предложил мятежникам мирный договор и организацию коалиционного правительства, однако перехвативший инициативу Санко требовал для себя кресло президента.
16 января 1996 года Страссер был свергнут своим заместителем, Джулиусом Био, и лояльными тому офицерами. Весной прошли выборы, где 60 % во втором туре получил мусульманин Ахмед Кабба (Джон Карефа-Смарт из темне получил 40 %). На момент выборов ничего похожего на мир не наблюдалось, однако вскоре южноафриканцы и камайоры захватили штаб ОРФ, и в ноябре соглашение с мятежниками было подписано. Согласно ему, нигерийцы и южноафриканцы покинули страну, и вскоре страна вновь погрузилась в хаос.
25 мая 1997 года в стране произошёл военный переворот, в котором приняли участие офицеры правительственной армии, заключившие союз с лидерами ОРФ. В результате А. Кабба был свергнут и президентом стал Джонни Пол Корома, было сформировано новое правительство — Революционный совет вооружённых сил. ООН и ОАЭ потребовали вернуть власть А. Каббе, в страну были введены нигерийские войска. Силы РСВC начали боевые действия против нигерийских войск.
В октябре Революционным советом вооружённых сил было подписано мирное соглашение с ОРФ, Санко получил пост вице-президента. Новое правительство не пользовалось широкой поддержкой населения, тем более что грабежи и убийства продолжались. Кабба из-за границы продолжил борьбу за власть: он нанял новых профессиональных военных, камайоры продолжали бороться с РСВС, страны ECOMOG снова прислали войска. Вскоре успех перешёл к войскам Каббы, и в марте 1998 года он вернулся в столицу. РСВС отказался передать власть и осадил столицу. В ходе кровопролитных боёв за город интервенты смогли отбиться от войск альянса Коромы и мятежников. В мае 1999 года в Ломе было заключено новое мирное соглашение, по которому РСВС получили 4 министерских портфеля (Санко получил место министра по стратегическим ресурсам).
В 1999 году Сьерра-Леоне был введён миротворческий контингент войск ООН (значительная часть — британцы). Крупные боевые действия завершились, но мелкие подразделения ОРФ продолжали нападать на правительственные силы и мирное население; в итоге Санко был арестован. Корома расформировал войска РСВС, часть которых вошла в армейские подразделения. Привыкшие к насилию демобилизованные бойцы РСВС создали группировку «West Side Boys», промышлявшую грабежами на дорогах и похищениями людей. Вскоре британцы разбили бо́льшую часть этой группировки. Ещё два года продолжались мелкие столкновения (в том числе атака армии Гвинеи на базы ОРФ в Сьерра-Леоне) и разоружение ОРФ.
18 января 2002 года Кабба объявил о завершении войны.
Потери миротворческого контингента войск ООН с момента введения в страну в 1999 году до 2005 года составили 159 военнослужащих убитыми.

## Военные преступления
Во время войны были отмечены многочисленные случаи крайней жестокости по отношению к мирным жителям, в основном со стороны ОРФ. Им приписываются грабежи, убийства, отсечение конечностей, изнасилования, «забавы» вроде спора на деньги о поле будущего ребёнка беременной женщины, которой после этого вспарывали живот.
В 2000 году Совет Безопасности ООН принял резолюцию 1315 об организации Специального суда по Сьерра-Леоне. Суд заседает во Фритауне, несколько человек осуждены на долгие сроки. Санко умер в 2003 году вскоре после ареста. Джонни Пол Корома бежал от правосудия и, по некоторым данным, мёртв. Чарльз Тэйлор, из-за одиозности фигуры, был перевезён из Африки в Гаагу, где адвокаты отрицали возможность наказания их подзащитного за преступления против мирного населения чужой страны. Поэтому прокуроры вменяли ему в вину материальную поддержку повстанцев Сьерра-Леоне за счёт продажи алмазов, добытых в этой стране. 26 апреля 2012 года Тэйлор был признан виновным в поддержке повстанцев и косвенно — в их преступлениях; приговор должен быть озвучен 16 мая. 30 мая 2012 года в СМИ появилась информация, что 64-летний Тэйлор осуждён на 50 лет тюремного заключения.

## Упоминания в художественных произведениях
Действие фильма «Кровавый алмаз» происходит в Сьерра-Леоне конца 1990-х годов: главные герои на фоне войны пытаются вывезти из страны огромный алмаз. В фильме «Оружейный барон» клиентом главного героя является диктатор Либерии, прообразом которого послужил Чарльз Тэйлор.
Документальный фильм Сориэса Самуры Cry Freetown рассказывает о событиях января 1999 года в столице страны.
Роман Ишмаэля Биха «Завтра я иду убивать» содержит в себе описание гражданской войны глазами подростка, которому предстояло вступить в военный отряд и воевать, чтобы суметь выжить.